# Таньга, Синиша
Сини́ша Та́ньга (серб. Синиша Тањга; род. 11 марта 2004, Берлин) — сербский футболист, защитник клуба «Воеводина».
Отец Синиши, Мирослав Таньга — бывший футболист, а в настоящее время тренер.

## Клубная карьера
Таньга — воспитанник клубов итальянского «Болонья», немецкого «Майнц 05» и «Войводина». В 2023 году игрок был включён в заявку на сезон последних. В 2024 году Таньга перешёл в «Младост» из Нови-Сад на правах аренды. 31 августа в матче против «Инджии» он дебютировал в Первой лиге Сербии. В поединке Кубка Сербии против столичного «Раднички» Синиша забил свой первый гол за «Младост». По окончании аренды игрок вернулся в «Войводину». 6 октября в матче против «Спартака» из Суботицы он дебютировал в сербской Суперлиге.